# Francisco Ribalta
Francisco Ribalta (Solsona, 2 giugno 1565 – Valencia, 14 gennaio 1628) è stato un pittore spagnolo del periodo barocco, che si occupò principalmente di soggetti religiosi.

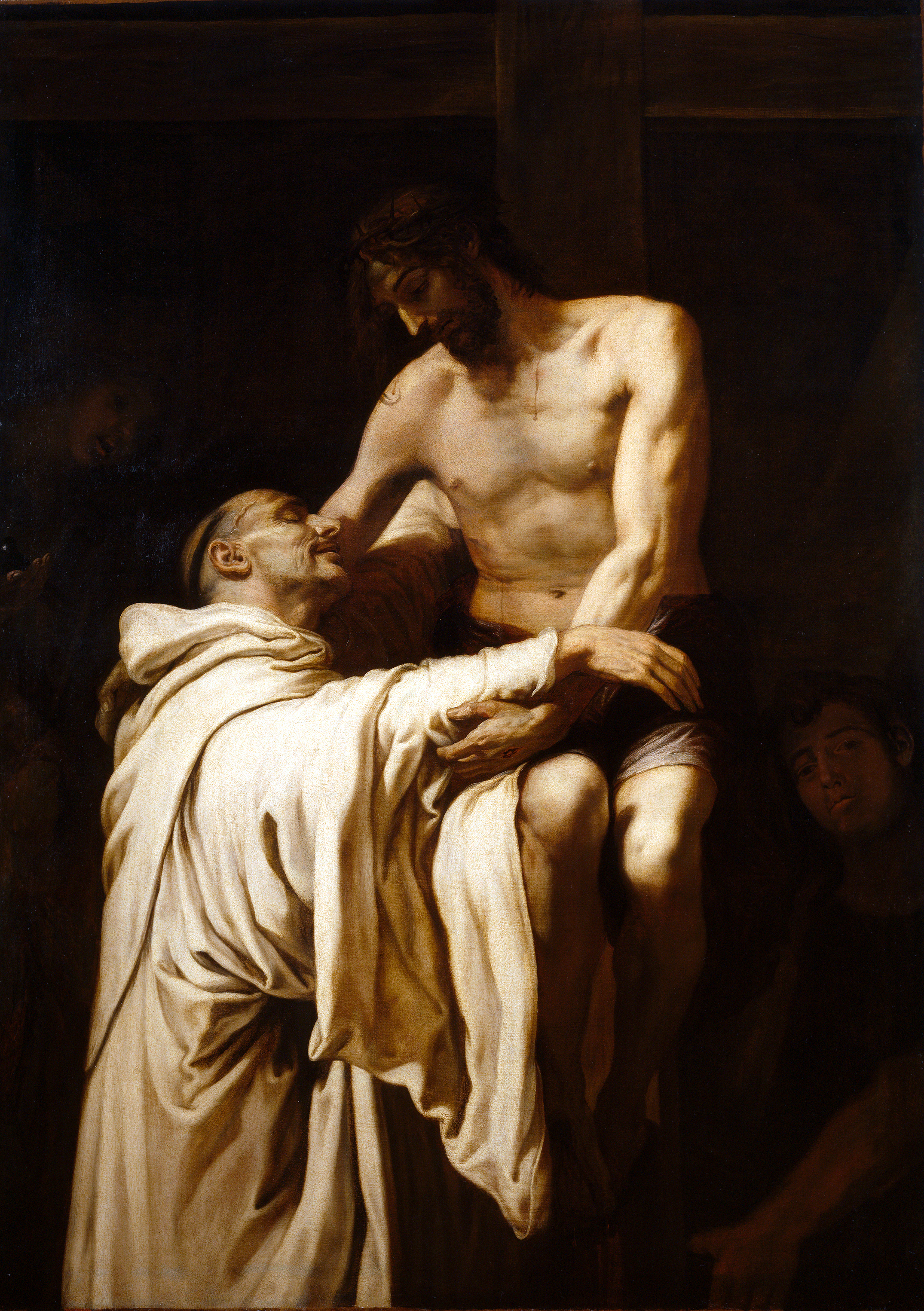
Cristo deposto abbraccia San Bernardo da Chiaravalle

È anche conosciuto come Francesc Ribalta o de Ribalta. Dopo un iniziale apprendistato con Navarrete, che lavorò per anni all'Escorial, il suo primo lavoro è una Crocifissione del 1582, firmata a Madrid. Dopo gli anni a Madrid, Ribalta si stabilì a Valencia. Divenne uno tra i primi seguaci in Spagna dell'austero stile tenebrista di Caravaggio. Non è chiaro se abbia personalmente visitato Roma o Napoli, dove lo stile di Caravaggio ebbe molti seguaci. In alternativa, è possibile che le opere tenebriste fossero rintracciabili in Spagna dall'inizio del XVII secolo grazie al dominio spagnolo del regno di Napoli. Jusepe de Ribera è annoverato tra i suoi seguaci, anche se è possibile che Ribera abbia acquisito il suo stile tenebrista quando si trasferì in Italia.
Lo stile tenebrista conquistò un buon numero di seguaci in Spagna, e influenzò lo stile barocco dei pittori spagnoli dell'età dell'oro, in special modo Francisco de Zurbarán, ma anche Diego Velázquez e Murillo. Anche i lavori di natura morta in Spagna, i bodegon, erano spesso dipinti in uno stile similare, austero e tetro. Tra i diretti discepoli di Francisco ci furono suo figlio, Juan Ribalta, e Vicente Castelló.
A Valencia eseguì il complesso dei quadri del Collegio del Patriarcato e della chiesa di Algemesì e, in seguito, i dipinti della certosa di Portacoeli. Al Museo del Prado di Madrid è esposto il San Francesco consolato da un angelo musico.